# Anniversary
"Anniversary" é um single da banda de rock japonesa SID, lançado em 6 de novembro de 2013 pela Ki/oon Music. A canção é tema de abertura da segunda temporada do anime Magi. A dubladora Haruka Tomatsu, que interpreta a personagem Morgiana no anime, fez um cover de "Anniversary" para o álbum tributo Sid Tribute Album -Anime Songs- (2023).

## Promoção e lançamento
O título do single, "Anniversary" (aniversário em português), é em comemoração aos 10 anos de carreira do Sid, que estreou em 2003. Foi o último trabalho da banda em comemoração aos 10 anos, depois de outros projetos como um show especial no Estádio de Yokohama. É a segunda canção do Sid a ser usada na animação de Magi, um ano depois de "V.I.P".
Foi lançado em quatro edições: regular, edição limitada, e edições limitadas de primeira impressão A e B. A edição regular conta apenas com o CD com três faixas: além da faixa título, o lado B é "Suna no Shiro (砂の城)" e a terceira é uma gravação ao vivo de "V.I.P". A edição limitada normal acresenta a versão de anime de "Anniversary" e sua versão instrumental nas faixas do CD. Já as edições limitadas A e B acompanham um DVD gravado na turnê de aniversário de 10 anos da banda, com gravações diferentes entre as versões A e B.
Em novembro de 2023, em comemoração aos 20 anos de carreira, Sid lançou a partitura de "Anniversary" para todos os instrumentos.

## Videoclipe
O videoclipe de "Anniversary" foi produzido pensando em "cruzar a música e o anime". Foi criado com oito ilustradores que criaram obras exclusivas para o vídeo: Keiji Kawai, Treize, riria09, Yusuke Saito, John Hathway, Aki Miyajima, Yosuke Adachi e Neko Shogun. Cada artista demorou cerca de 10 horas para fazer as filmagens, e o trabalho geral de cada um demorou de dois a três dias. O videoclipe mostra filmagens dos desenhos dos oitos artistas sendo realizados em um quadro branco, ao mesmo tempo que a banda se apresenta em um cenário com fundo branco, para no final apresentar os desenhos finalizados. Ele foi concluído no final de outubro e postado no canal da banda no YouTube no dia 30, junto com o making-of.

## Desempenho comercial
Alcançou a sexta posição na Oricon Albums Chart semanal e ficou na parada por onze semanas. Na parada da Tower Records de singles de rock e pop japoneses, ficou em quarto lugar. É o 14° single mais vendido da banda, de acordo com a Oricon.

## Faixas
Todas as letras escritas por Mao. 
| N.º            | Título                                           | Música         | Duração |  |
| 1.             | "Anniversary"                                    | Aki            | 4:08    |  |
| 2.             | "Suna no Shiro" (砂の城)                         | Shinji         | 3:44    |  |
| 3.             | "V.I.P" (Live from『SID 10th Anniversary LIVE』) | Aki            | 3:26    |  |
| Duração total: | Duração total:                                   | Duração total: | 11:19   |  |

## Ficha técnica
- Mao – vocal
- Shinji – guitarra
- Aki – baixo
- Yūya – bateria